# Vlag van Kronoberg

Vlag van Kronobergs län

De vlag van Kronoberg is de vlag van Kronobergs län, een provincie in Zweden. De vlag is gebaseerd op de vlag van Småland, dat op een groene berg staat. Het is een vierkante banier van het wapen van deze Zweedse provincie. De vlag en het wapen werd op 6 oktober 1944 officieel aangenomen.

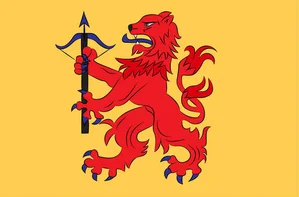
Vlag van Småland